# Stanisław Appenzeller
Stanisław (Stan) Appenzeller (ur. 29 marca 1901 w Mentonie, Francja, zm. 1980 w Seillans, Francja) – malarz i publicysta polski, działacz Bloku Zawodowych Artystów Plastyków. 

## Życiorys
Szwajcarsko-polskie korzenie Appenzellera, do których się przyznawał, nie są jasne. Jego ojciec Zygmunt, urodzony w Stanisławowie i wykształcony w Wiedniu, był chemikiem i bakteriologiem, jednym z założycieli sanatorium Menton-Gorbio, matka, Agnes Wolff, zw. Inez, pochodziła z niemieckiej rodziny osiadłej w Argentynie.
Od wczesnych lat Stanisław malował akwarelowe krajobrazy. W wieku lat 12, zgodnie z tradycją rodzinną, wyjechał na studia do Szwajcarii. Wychowany przez ojca w duchu polskiego patriotyzmu podjął w 1918 naukę w polskich szkołach wojskowych, a następnie jako lotnik służbę w Wojsku Polskim. Do 1921 r. brał udział w wojnie polsko-bolszewickiej, poważny wypadek przerwał jednak jego wojskową karierę i stał się jedną z przyczyn podjęcia po rekonwalescencji i demobilizacji nauki rysunku w krakowskiej Akademii Sztuk Pięknych. W roku akademickim 1923/24 uczęszczał tam do pracowni Władysława Jarockiego. W latach 30. Appenzeller bywał często w Kazimierzu nad Wisłą, gdzie poznał i zaprzyjaźnił się z małżeństwem Jerzego i Marii Kuncewiczów. W tamtejszym domu Kuncewiczów oglądać można portrety autorstwa Appenzellera, od lat 50. Kuncewiczowie odwiedzali też malarza w Prowansji.
W 1936, razem z Haliną Jastrzębowską-Kenarową jako komisarzem organizował Appenzeller wystawę prac członków Bloku ZAP w salach zamku w Rapperswil, dając początek działalności tamtejszemu Muzeum Polski Współczesnej. W 1938 został wybrany do władz Bloku, zrzeszającego grupy artystyczne wyrosłe z warszawskiej Szkoły Sztuk Pięknych pod przewodnictwem Tadeusza Pruszkowskiego. W tym samym roku otrzymał brązowy medal za prezentowany na Salonie Towarzystwa Zachęty Sztuk Pięknych obraz Judasz, monumentalną kompozycję religijną. Poza obrazami o rozbudowanej stronie treściowej malował również martwe natury oraz pejzaże, m.in. notatki krajobrazowe z podróży do Grecji, w tym na górę Atos, reprodukowane w „Plastyce” (organie Bloku ZAP) w 1938. 
Na Lazurowe Wybrzeże powrócił w 1939, zamieszkując wraz z żoną Anną  w domu rodziców, Chateu Chambrun w Nicei. Podczas drugiej wojny światowej stacjonował też w Bernie jako attaché kulturalny, działał w wywiadzie wojskowym na terenie od Belgii po Włochy współpracując także z francuskim ruchem oporu.
W latach 1955–1980 osiadł ostatecznie w prowansalskim miasteczku Seillans, gdzie ostatnie 12 lat życia do swej śmierci w 1976 r. spędził także Max Ernst z żoną Dorotheą Tanning. Znajduje się tam kolekcja obejmująca ponad 800 późnych prac Appenzellera, głównie portretów i pejzaży, prezentowana wraz z pracami Ernsta i Tanning w Maison Waldberg.